# Aurelius Prudentius
Aurelius Prudentius, född omkring 348 i Tarraconensis (nuvarande norra Spanien), död omkr. 405 e.Kr., troligen i Spanien, var en romersk kristen hymn- och psalmförfattare, till yrket ämbetsman.
I sin diktning är Prudentius påverkad av äldre kristna författare, som Tertullius och Ambrosius av Milano. 
I Göteborgspsalmboken 1650 (14 verser) och 1695 års psalmbok (nr 401) (12 verser) representerad med en översättning av den latinska begravningspsalmen Jam maesta quisce querela, som översattes till tyska Höret auf mit Trauren und Klagen av Nicolaus Hermann och vidare till svenska Hörer til J Christtrogne alle. 
Efter ytterligare bearbetning 1816 av Johan Olof Wallin till Nu tystne de klagande ljuden och Stille sig tårarnas flöden togs psalmen med i 1819 års psalmbok (nr 492). I 1937 års psalmbok har den tolv verser långa psalmen nr 571. I 1986 års psalmbok har versernas antal minskats till åtta och texten genomarbetades 1979 grundligt av Olov Hartman. Första versen inleds nu med Låt gråten och klagan få stillna, och sörj ej som hopp inte funnes (nummer 623), vilket också är den enda psalm Prudentius finns representerad med i denna psalmbok.
Tonsättningen anses medeltida och nedtecknades i Wittenberg 1542.